# Éditions Honoré Champion
 (mars 2025).
Les Éditions Honoré Champion sont une maison d'édition française.

## Présentation

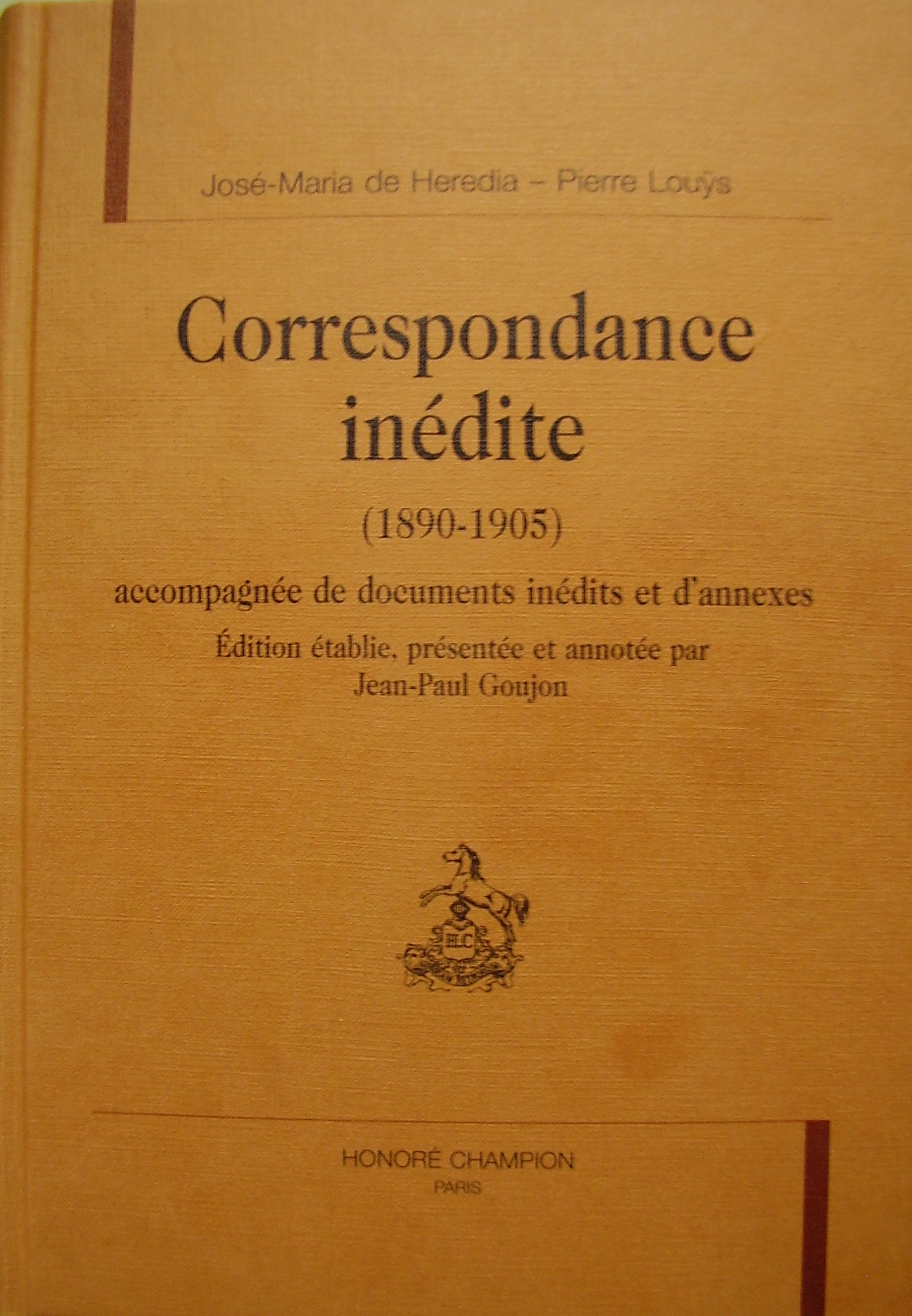
Un ouvrage publié par les éditions Honoré Champion

Elles ont été fondées par Honoré Champion en 1874 et publient des ouvrages de fond en sciences humaines. Elles étaient couplées à une librairie installée depuis l'origine quai Malaquais, puis rue Corneille, à Paris. En 1973, les éditions Honoré Champion ont été rachetées par l'éditeur Michel-Edouard Slatkine, spécialisé dans la réimpression d'ouvrages anciens. Cette opération a entraîné un renouveau salutaire qui permet aujourd'hui aux éditions Honoré Champion de faire partie des principaux éditeurs universitaires francophones dans les domaines suivants :
- littérature française (du Moyen Âge à nos jours) ;
- littérature comparée ;
- grammaire, linguistique, lexicographie ;
- histoire (du Moyen Âge au monde moderne) ;
- philosophie ;
- correspondances, mémoires et journaux.